# TADA
TADA（ただ、1967年9月23日 - ）はアダルトゲームを主に手がける日本のゲームディレクター、シナリオライター。男性。
アリスソフト所属。株式会社チャンピオンソフト顧問。本名は多田和史。

## 経歴
PC88が普及していた学生時代から、『大戦略』といったウォーシミュレーションゲームに加え、『天使たちの午後』や『ファイナルロリータ』といった美少女ゲームにも親しんでいた。
当時、彼はプログラムの組み立てが素人に出来るとは考えていなかった。だが、コンピュータが専門でない学校の教師が趣味で作ったソフトを見て、自分たちでも作ることが出来ることに気づいたものの、実力が伴わなかったため、完成には至らなかった。その後、専門学校でプログラミングを学んだ後、新聞に掲載されていたチャンピオンソフトの求人広告を見て知人であったWAOと一緒に応募するも、TADAのみ不採用となる。後に追加で採用され、プログラマーとして入社。
チャンピオンソフトでは『リトルプリンセス』、『リトルヴァンパイア』などの企画・シナリオを担当。
1989年、チャンピオンソフトがブランド「アリスソフト」を設立後、アリスソフトの開発リーダーとして、『ランス』シリーズ・『闘神都市』シリーズなどを制作。中でも自らが企画・シナリオを担当した『ランス』は長編シリーズものとなり、アリスソフトの看板商品となる。
2000年代に入ってからは開発部長やプロデューサー以外に同社副社長も兼務。
2010年には開発ディレクターに専念するために同じく同社開発ディレクターであるHIROにプロデューサー業を任せるも東京支社閉鎖後は再びプロデューサーを兼務する。
2018年6月、『Rance X -決戦-』の開発も終了し、長年続けてきた『ランス』シリーズを完結させたことを契機にアリスソフトの経営や開発から降り、長期休養。
2019年4月の時点で、アリスソフトの顧問として在籍。

## アリスソフトでの役割
作品毎に既存のゲームシステムを流用するのではなく新しいゲームシステムを採用するほか、低価格ソフトシリーズ、販売終了の「配布フリー宣言」を決定するなど、ゲームデザイン以外も含め、アダルトゲーム業界で常に新しい試みを行う。時には開発途中作品などの凍結や開発途中にゲームジャンルを変更するなどの大きな方針転換なども試みる。
『Rance -光をもとめて-』から『Rance4.2』まではシナリオも自分で書いていたが、『鬼畜王ランス』で初めて「シナリオ原案・原作」となった。『Rance5D -ひとりぼっちの女の子-』では再び自身でシナリオを書いていたが、『RanceVI -ゼス崩壊-』以降はTADAがストーリーのおおまかな流れを考え、登場させるキャラクターや設定をメイン原画担当の織音など他スタッフと話し合いつつ、シナリオライターが実際のシナリオを書く形を取っていた。また、『ランス』シリーズの完結となった『Rance X -決戦-』のストーリーや結末に関しては『戦国ランス』の段階から決めていた。

## 人物
愛称は「ぶちょ」「部長」「コロッケヒーロー」。人物画像は、『ランス』シリーズにでてくるハニーキング（白い埴輪）であり、アリスソフト作品全般に登場する。
戦前の軍事マニアであり、戦車や戦闘機などの造詣に深い。キャラクターや魔法の名前を軍人・戦艦・戦車名から取ることもある。『ランス』シリーズの女性キャラクター「山本五十六」や「ホーネット」、「マジノライン」、「乃木希典」、聖魔法ティーゲル（元ネタティーゲル戦車）など。
好きな女性キャラクターの設定として眼鏡っ娘や不運、または、不幸な境遇の女性を、好きな映画として『二百三高地』を挙げる。

## 制作作品

### 監督・原案・シナリオ
- チャンピオンソフト
  - リトルプリンセス
  - リトルヴァンパイア

- アリスソフト
  - Rance -光をもとめて-
  - Rance2 -反逆の少女達-
  - Rance3 -リーザス陥落-
  - Rance4 -教団の遺産-
  - ランス4.1 ～お薬工場を救え!～
  - ランス4.2 ～エンジェル組～
  - ランス5D -ひとりぼっちの女の子-
  - 闘神都市
  - 闘神都市II

### 監督・原案
- 鬼畜王ランス
- Rance6 -ゼス崩壊-
- 戦国ランス
- ランス・クエスト
- ランス・クエスト マグナム

### 監督
- 守り神様
- 大悪司
- 大番長
- GALZOOアイランド

### 原案・監修
- 大帝国

### 監修
- 闘神都市（3DS）